# Mathias Bosson
Mathias Bosson, född 2 september 1974, uppvuxen i Glimåkra, några mil NÖ om Kristianstad, är en ishockeyspelare fostrad i Glimma Hockey och som senast var aktiv spelare för AIK i Allsvenskan (2006/2007).
Bosson har tidigare bland annat spelat sex säsonger för Malmö IF i elitserien där han var med och vann SM-guld 1994. 1996 kom han till Timrå IK. Han har också spelat i elitserien för IF Björklöven samt i Finlands högsta serie FM-ligan för Pelicans samt tre säsonger i den italienska ligan och för Örebro HK i div 1. Bosson har även tre A-landskamper på meritlistan.
Bosson är för tillfället aktuell som expertkommentator för TV4 Sport.